# Stanisława Świderska
Stanisława Świderska z domu Tan (ur. 3 kwietnia 1920 w Łodzi, zm. 1 czerwca 2012 tamże) – polska robotnica i działaczka polityczna, członkini Trybunału Stanu, posłanka na Sejm PRL V, VI i VII kadencji (1969–1980). Budownicza Polski Ludowej.

## Życiorys
Córka Zygmunta i Kazimiery z domu Adamskiej. Od 1936 pracowała jako prządka w Manufakturze Widzewskiej (po II wojnie światowej: Zakłady Przemysłu Bawełnianego im. 1 Maja). Od 1960 do 1968 zasiadała w Radzie Narodowej miasta Łodzi, kontynuując jednocześnie pracę robotnicy. W 1962 wstąpiła do Polskiej Zjednoczonej Partii Robotniczej. W 1965 zasiadała w plenum Komitetu Dzielnicy Widzew, od 1967 w plenum Komitetu Łódzkiego PZPR, a od 1971 w egzekutywie KŁ. W wyborach w 1969 uzyskała mandat posłanki w okręgu Łódź-Śródmieście. Zasiadała w Komisji Przemysłu Lekkiego, Rzemiosła i Spółdzielczości Pracy. W latach 1972 i 1976 wybierana w skład Sejmu VI i VII kadencji w okręgach Łódź-Bałuty i Łódź (województwo), była członkiem Komisji Przemysłu Lekkiego oraz Zdrowia i Kultury Fizycznej (1972–1980). 
W latach 1982–1989 zasiadała w Trybunale Stanu z rekomendacji PZPR. 
Odznaczona Orderem Budowniczych Polski Ludowej, a także Złotym i Srebrnym Krzyżem Zasługi i Odznaką 1000-lecia Państwa Polskiego.